# 肾四门孔虫
肾四门孔虫（学名：Tetrapyle nephropyle）为门孔虫科四门孔虫属的动物。分布于中太平洋，包括东海等海域。